# Плоскиня (гмина)
Плоскиня (пол. Płoskinia) — сельская гмина (волость) в Польше, входит как административная единица в Браневский повет, Варминьско-Мазурское воеводство. Население — 2726 человек (на 2004 год).

## Демография
| Перепись                       | Всего   | Всего | Женщины | Женщины | Мужчины | Мужчины |
| ------------------------------ | ------- | ----- | ------- | ------- | ------- | ------- |
| Единицы                        | человек | %     | человек | %       | человек | %       |
| Население                      | 2726    | 100   | 1372    | 50,3    | 1354    | 49,7    |
| Плотность населения (чел./км²) | 15,8    | 15,8  | 8       | 8       | 7,9     | 7,9     |

## Соседние гмины
1. Гмина Бранево
2. Гмина Фромборк
3. Гмина Млынары
4. Гмина Орнета
5. Гмина Пененжно
6. Гмина Вильчента